# Владимировка (Пятихатский район)
Владимировка (укр. Володимирівка) — село,
Холодиевский сельский совет,
Пятихатский район,
Днепропетровская область,
Украина.
Код КОАТУУ — 1224588002. Население по переписи 2001 года составляло 141 человек .

## Географическое положение
Село Владимировка находится на расстоянии в 1 км от сёл Холодиевка, Червоная Горка и Красные Луки.
По селу протекает пересыхающий ручей с запрудой.